# Хе Се Ун
Хе Се Ун (1893 год, Корея — дата и место смерти не известны) — звеньевой колхоза «Авангард» Чиилийского района Кзыл-Ординской области, Казахская ССР. Герой Социалистического Труда (1949).

## Биография
Родился в 1893 году в Корее в бедной крестьянской семье.
В 1901 году его семья эмигрировала на Дальний Восток Российской империи. До 1929 года трудился в домашнем хозяйстве, потом работал в течение восьми лет в различных колхозах Хабаровского края. После депортации корейцев был определён на спецпоселение в Чиилийский район Кзыл-Ординской области, Казахская ССР. Работал разнорабочим в колхозе «Авангард» Чиилийского района в селе Акмая. Позднее был назначен звеньевым рисоводческого звена.
В 1948 году звено под руководством Хе Се Уна собрало в среднем по 80,9 центнеров риса с каждого гектара на участке площадью 6 гектаров. За эти выдающиеся трудовые достижения был удостоен в 1949 году звания Героя Социалистического Труда.

## Награды
- Герой Социалистического Труда — указом Президиума Верховного Совета СССР 20 мая 1949 года
- Орден Ленина